# Ruis (signaal)
Ruis is een willekeurige variatie in een signaal. Ook een signaal dat alleen uit ruis bestaat, wordt wel met ruis aangeduid. Hoewel de variaties willekeurig zijn, kan toch gesproken worden van bepaalde vormen van ruis. Met vorm wordt de statistische verdeling van de ruis bedoeld. Zo spreekt men van Gaussische ruis als de amplitude als functie van de tijd normaal verdeeld is. Dit is vaak het geval als de ruis de superpositie is van een groot aantal onderling onafhankelijke storingsbronnen. 
Tijdens het meet- en registratieproces kunnen diverse oorzaken van ruis optreden:
- door fysische processen, zoals de beweging van elektronen in geleidend materiaal;
- door onnauwkeurigheid van het meettoestel zelf;
- door discretisatie (digitalisering is daarvan een bijzonder geval) ten behoeve van een algoritme (bijvoorbeeld het kalman-filter) dat het signaal bewerkt voordat het bekeken wordt door een menselijke waarnemer.

Men maakt onderscheid tussen de volgende soorten ruis op grond van hun ontstaanswijze:
- hagelruis in halfgeleiders;
- thermische ruis in weerstanden.
- radioactief verval, deze heeft een poissonverdeling.
- atmosferische storingen bij astronomische waarnemingen vanaf het aardoppervlak

Verder wordt ruis onderscheiden op grond van de verdeling van het ruisvermogen over het spectrum: 
- witte ruis is breedbandige ruis: de gemiddelde amplitude is voor alle frequenties gelijk;
- roze ruis is ruis waarbij voor hogere frequenties de gemiddelde amplitude afneemt;
- blauwe ruis is ruis waarbij voor hogere frequenties de gemiddelde amplitude toeneemt.

## Invloed
Indien er veel ruis aanwezig is, wordt het moeilijk het te bestuderen signaal te onderscheiden van de achtergrondruis en worden kleine piekjes of kleine objecten onzichtbaar. Als maat voor de aanwezige ruis hanteert men de signaal-ruisverhouding SNR (Signal to Noise Ratio). Als vuistregel geldt dat een signaal te onderscheiden is van de ruis als de SNR groter is dan 3.
Men kan ook de invloed van ruis in een signaal of beeld verminderen, door het n maal opmeten van het te bestuderen signaal, en vervolgens de verschillende metingen middelen, waarbij de opeenvolgende waarnemingen van het signaal bij elkaar worden opgeteld en de ruis uitmiddelt. Hierdoor daalt de invloed van ruis met een factor {\displaystyle {\sqrt {n}}}.
Bij tweedimensionale beelden, zoals foto's, worden kleine verschillen in kleur en intensiteit onzichtbaar bij een hoger ruisniveau. Om kleine objecten van de achtergrond te kunnen onderscheiden, is echter een hoog contrast nodig. Als maat gebruikt men soms de contrast-ruisverhouding.

## Ruisgenerator

Een ruisgenerator op basis van een zenerdiode.

Om bepaalde eigenschappen van elektronische bouwstenen te kunnen testen wordt kunstmatig ruis opgewekt. Hiervoor zijn speciale ruisgeneratoren ontwikkeld die een bepaald type ruis zo natuurgetrouw mogelijk benaderen. Zo wordt witte ruis vaak gebruikt om de frequentiekarakteristiek van audioversterkers te kunnen bepalen. Ook zijn ruisgeneratoren terug te vinden in synthesizers en voor spraaksynthese.
Er zijn elektronische componenten ontwikkeld die als ruisbron werden ingezet. Voorbeelden hiervan zijn halfgeleiderdiodes (vaak zenerdiodes) en speciaal voor dit doel gemaakte vacuümbuizen.
Een bijzondere ruisbron is een digitale ruisbron. Meestal noemen we een dergelijke ruisbron een randomgenerator, en deze kan worden ingezet voor cryptografie. Vaak hebben deze inwendig een elektronische ruisbron.

## Ruisfiltering
Ruis en gewenst signaal hebben verschillende karakteristieken. 
Ruis is niet reproduceerbaar en kent oncontroleerbare variaties, terwijl een gewenst signaal vastligt en in principe reproduceerbaar is. Als bekend is dat het te meten signaal binnen een bepaald frequentiebereik ligt, kan men een onderscheid maken en trachten ruis weg te filteren door middel van geavanceerde technieken, zoals fourieranalyse en wavelettransformatie. Veelal zal men het signaal eerst omzetten naar het frequentiedomein met behulp van een fouriertransformatie. Men veronderstelt bijvoorbeeld dat ruis gekenmerkt wordt door relatief snelle amplitudevariaties, dus hoge frequenties ten opzichte van de signaalfrequenties. Men kan dan met behulp van een laagdoorlaatfilter de invloed van deze hoge frequenties geheel of gedeeltelijk elimineren. Als derde en laatste stap voert men dan een inverse fouriertransformatie uit om het signaal weer om te zetten naar het oorspronkelijke tijdsdomein.
Er zijn ook technieken zoals het Savitzky-Golayfilter waarbij fouriertransformatie niet vereist is en die dus minder eisen stellen aan het rekenvermogen van de computer.

### Toepassingen van ruisfiltering
Toepassingen van dergelijke technieken vindt men onder andere in de grafische industrie voor het herstellen van oude films of het verwijderen van storende achtergronden.
Ruis is veelal bij goede benadering 'wit', dat wil zeggen: gelijkmatig verdeeld over het frequentiespectrum. Bij het verrichten van metingen kan het daarom zinvol zijn om de meetapparatuur op een zo nauw mogelijke frequentieband in te stellen, als de onderzochte verschijnselen zich daartoe lenen. Dan wordt slechts de ruis waargenomen die zich binnen die frequentieband bevindt.
Ontwerpers van telecommunicatietechnieken hebben tot op zekere hoogte zelf in de hand hoe zij hun signaal vormgeven, opdat het optimaal van ruis te onderscheiden is. Dit gebeurt in beginsel altijd door een vorm van redundantie toe te passen. Redundantie maakt het mogelijk om over transmissiekanalen die door ruis (of anderszins) gestoord worden toch met aan zekerheid grenzende waarschijnlijkheid betrouwbaar te communiceren. Dit gaat beter bij digitale dan bij analoge signalen. Door af te spreken dat er slechts digitale enen en nullen in het signaal voorkomen kan de ontvanger besluiten dat een 0,9 of een 0,8 in een door ruis beschadigd signaal ook nog als een '1' moeten worden opgevat. De codering van de over te seinen signalen kan worden voorzien van nog meer redundantie, die weliswaar extra transmissietijd kost, maar de betrouwbaarheid verder verhoogt.
Deze methode heeft echter grenzen. Elk telecommunicatiekanaal kent fysieke beperkingen, die door natuurkundige wetten worden gedicteerd. De maximale hoeveelheid informatie (uitgedrukt in bits per seconde) die theoretisch over een bepaald kanaal kan worden getransporteerd, wordt volgens het theorema van Shannon bepaald door de (analoge) bandbreedte (uitgedrukt in hertz) en de signaal-ruisverhouding. Met moderne modems, die krachtige processoren bevatten en geavanceerde algoritmen toepassen, kan het theoretische maximum steeds dichter worden benaderd. Met de 56 kbps V.90 standaard is de grens op een gewone gekozen telefoonlijn nu echter wel bereikt. ADSL wordt niet via telefooncentrales geschakeld en kent daarom andere limieten, maar ook ADSL heeft deze.
Ruis speelt bij uitstek een rol in de ruimtevaart, waar soms over miljarden kilometers wordt gecommuniceerd. Om de zeer zwakke signalen van sondes in de uithoeken van het zonnestelsel nog in de achtergrondruis te kunnen onderscheiden, moet een zeer lage transmissiesnelheid worden gekozen. Daarom duurt het uren om foto's van Jupiter en Mars over te seinen.